# 熱舒夫-賈西翁卡機場
熱舒夫-賈西翁卡機場（波蘭語：Port lotniczy Rzeszów-Jasionka），是一個國際機場，位於波蘭東南部城市熱舒夫賈西翁卡。它是波蘭第8繁忙的機場。

## 歷史
1945年11月30日，熱舒夫機場開通國內客運服務，並開通了環狀國內航線1/2號，路線為華沙—羅茲—克拉科夫—熱舒夫—盧布林—華沙。該機場在1940年興建的首批設施於1944年被摧毀後，於1949年重新修建並對商業航空交通開放。
2007年6月2日，LOT波蘭航空開始為美國紐約約翰·甘迺迪國際機場和紐華克的紐華克自由國際機場提供季節性航班。前往約翰·甘迺迪國際機場的服務後來已停止運營。
截至2008年1月，該機場除了與華沙的國內航線外，還開通了飛往愛爾蘭都柏林機場和英國倫敦史坦斯特機場的定期國際航班。
在2009年至2010年期間，熱舒夫-賈西翁卡機場的乘客流量增加了18.66%，2010年共服務了451,720名乘客。加上2006年9月開始建造新的客運航站樓，這意味著該機場正在進行快速擴張，儘管由於設立管理公司、獲得融資和航線方面的延遲，進展不太平穩。新的客運航站樓於2012年5月開放。熱舒夫-賈西翁卡機場曾被指是一個乘客數量低於預測並且使用歐盟補貼的不高效機場。然而，熱舒夫-賈西翁卡機場在2014年接受歐洲審計法院（ECA）的審核，其在20個歐洲機場中，其效率和使用歐盟資金進行機場現代化方面獲得了正面評價。
在2022年俄羅斯入侵烏克蘭期間，熱舒夫-賈西翁卡機場被用作烏克蘭民間組織、政府支持者和非政府組織的中轉站，用於為烏克蘭及其人民提供醫療援助、武器和物資。武器和醫療用品被運送到機場，然後通過卡車運輸到波蘭-烏克蘭邊境上。2022年3月9日，美國部署了兩個愛國者地對空導彈系統到機場，稱其為「預防性防禦舉措」。2022年3月5日，美國國務卿安東尼·布林肯降落在熱舒夫-賈西翁卡機場，與烏克蘭外交部長德米特羅·庫列巴在烏克蘭會面。美國總統祖·拜登兩次降落在熱舒夫-賈西翁卡機場，分別是2022年3月25日與美軍會面，以及2023年2月19日前往基輔的途中。2023年3月22日，威爾斯親王威廉降落在熱舒夫-賈西翁卡機場，與當地英軍會面。

## 設施
熱舒夫-賈西翁卡機場位於熱舒夫市以北7.8 km（47⁄8 mi），擁有波蘭第三長的跑道：3,200米 × 45米（10,500英尺 × 150英尺）。

## 航空公司和目的地
以下航空公司運營往返熱舒夫-賈西翁卡機場的定期定期航班和包機航班：
| 航空公司    | 目的地 |
| ----------- | --- |
| 安特航空    | 季節性包機： 布爾加斯機場                                                                                 |
| LOT波蘭航空 | 華沙蕭邦機場 季節性： 格但斯克萊赫·華里沙機場、紐華克自由國際機場                                         |
| 漢莎航空    | 慕尼黑機場                                                                                                |
| 瑞安航空    | 布里斯托機場、都柏林機場、 東密德蘭機場、倫敦盧頓機場、倫敦史坦斯特機場、曼徹斯特機場 季節性： 扎達爾機場 |
| 天空航空    | 季節性包機： 洪加達國際機場                                                                               |
| 維茲航空    | 羅馬-菲烏米奇諾機場                                                                                       |

## 統計

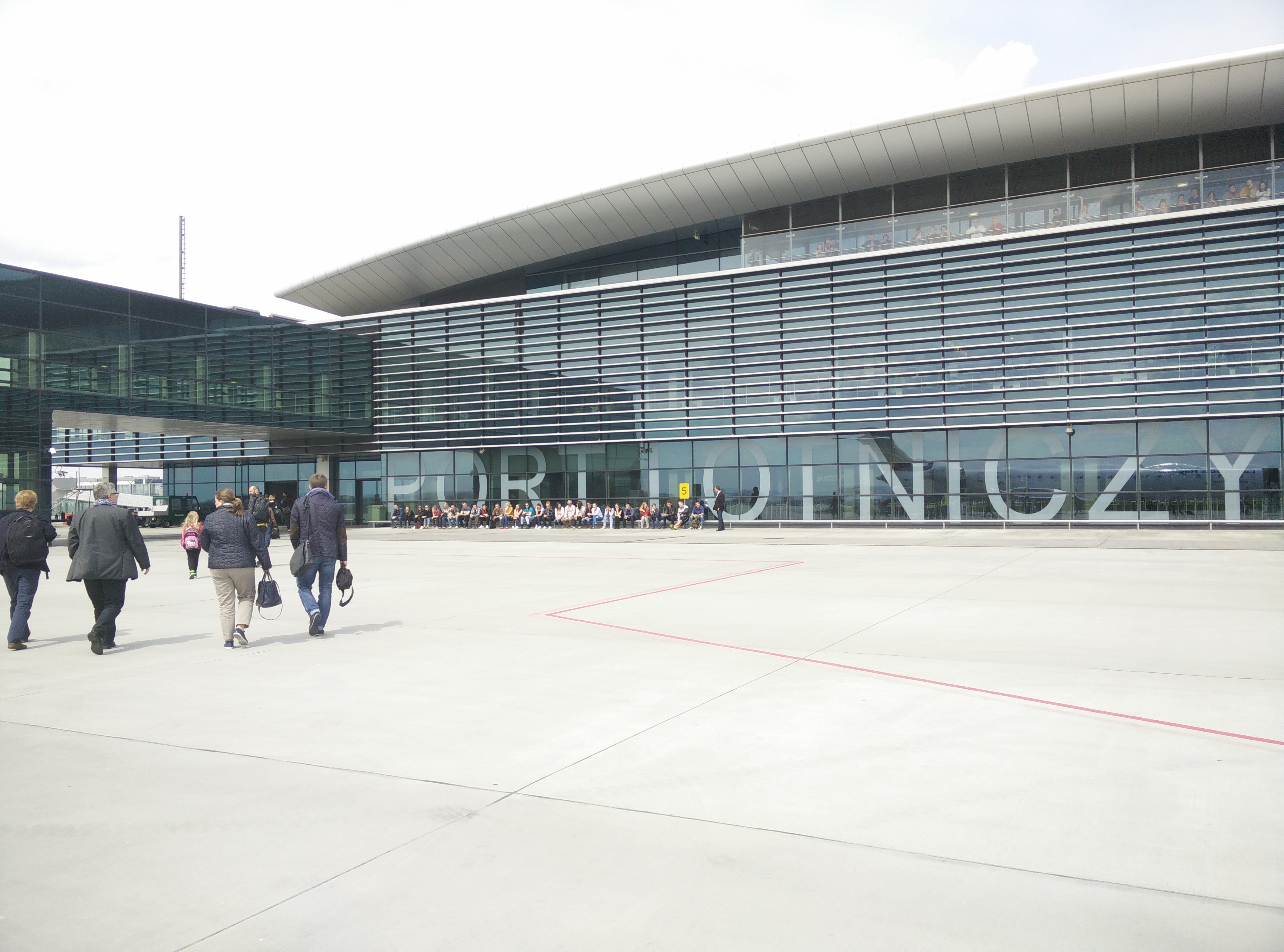
停機坪景觀

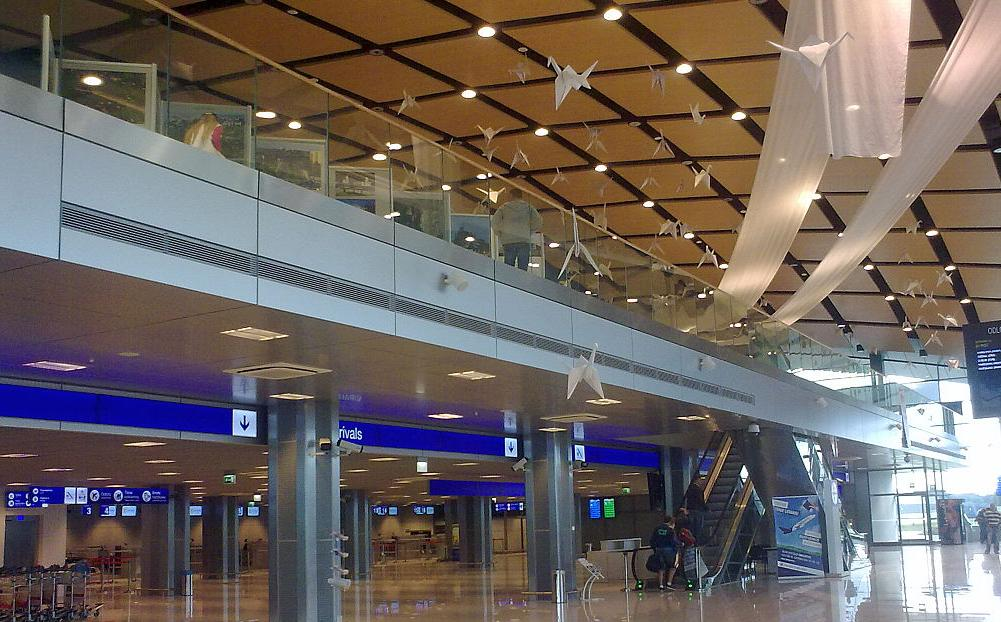
航站樓內部

请参阅源Wikidata查询.
|                           | 乘客量  | 架次   |
| ------------------------- | ------- | ------ |
| 2007                      | 279 996 | 6 112  |
| 2008                      | 323 838 | 9 662  |
| 2009                      | 383 184 | 8 806  |
| 2010                      | 454 203 | 10 919 |
| 2011                      | 491 325 | 12 357 |
| 2012                      | 564 992 | 12 355 |
| 2013                      | 589 920 | 13 508 |
| 2014                      | 601 070 | 10 656 |
| 2015                      | 645 214 | 13 723 |
| 2016                      | 664 068 | 12 629 |
| 2017                      | 693 564 | 14 274 |
| 2018                      | 771 287 | 18 164 |
| 2019                      | 772 238 | 18 806 |
| 2020                      | 235 190 | 12 918 |
| 2021                      | 255 795 | 13 470 |
| 2022                      | 731 141 | 14 876 |
| 來源：熱舒夫-賈西翁卡機場 |         |        |

## 另見
- 波蘭機場列表

## 外部鏈接
- 官方網站 （页面存档备份，存于） （英語和波蘭語）